# Anna Worsley Russell
Anna Worsley Russell (Arno's Vale, novembre 1807 – Kenilworth, 11 novembre 1876) è stata una botanica e micologa britannica.
L'abbreviazione standard AWRussell utilizzata in botanica e micologia è usata per indicare le specie da lei classificate.

## Biografia
Anna Worsley nacque nel mese di novembre 1807 ad Arno's Vale nei pressi di Bristol (Regno Unito), una di almeno sette figli nati da Philip John Worsley, che era un raffinatore di zucchero. La famiglia era unitariana e molti dei suoi componenti avevano interessi scientifici: fin da bambina, Anna fu incoraggiata nel suo interesse per la storia naturale.
Inizialmente Anna Worsley si dedicò all'entomologia (studio degli insetti), ma in seguito preferì approfondire la botanica.  È noto che Thomas Butler, cognato di Anna e rettore di una parrocchia nei pressi di Nottingham nonché padre del romanziere Samuel Butler, aveva un forte interesse per la botanica e quindi potrebbe aver incentivato Anna a proseguire i propri studi.
Nel 1835 Hewett Cottrell Watson pubblicò il primo volume della Nuova guida del botanico (New Botanist's Guide), che conteneva importanti contributi per gli studi della Worsley, in particolare l'elenco di piante fiorite della zona di Bristol. Questa pubblicazione fece aumentare il lavoro di Anna, che nel 1839 pubblicò il suo primo repertorio delle piante del quartiere di Newbury (Catalogue of Plants, found in the Neighbourhood of Newbury), lungo trentuno pagine e che contiene le prime catolagazioni di oltre sessanta specie del Berkshire. Ben presto entrò nell'Associazione Botanica di Londra, contribuendo attivamente nello scambio dei suoi campioni. In questo periodo sviluppò un interesse anche per i muschi e i funghi.
Nel 1844 Anna Worsley sposò, prendendone il cognome, Frederick Russell, anch'egli unitariano e botanico. Frederick ed Anna erano stati amici per diversi anni, con Russell che accompagna Worsley in spedizioni di raccolta delle piante, raccogliendo lui stesso alcuni esemplari per lei. In un primo momento vissero a Brislington, vicino a Bristol, ma nel 1856 si spostarono a Kenilworth, nel Warwickshire. Anna studiò i funghi del posto, pubblicando nel Giornale di Botanica un articolo su specie rare locali e realizzando 733 disegni ad acquarello.
Anna Russell morì a Kenilworth l'11 novembre 1876. Suo marito era morto prima di lei e, non avendo figli, lasciò i suoi disegni al museo di storia naturale di Londra, dove sono conservati tuttora, mentre il suo erbario e la raccolta di uova di uccello all'Istituto Birmingham e Midland.